# سباق باريس روبيه 1924
طواف باريس 1924 هو سباق دراجات هوائية أقيم بتاريخ 6 أبريل، تكون السباق من مرحلة واحدة، وامتدّ لمسافة 270 كم، وبسرعة 25.555 كم/س، استغرق السباق 10 ساعات و34 دقيقة.